# PWG World Tag Team Championship
Il PWG World Tag Team Championship è l'alloro di coppia della Pro Wrestling Guerrilla.

## Albo d'oro
| Wrestlers                                                   | Regni | Data              | Luogo            | Note |
| ----------------------------------------------------------- | ----- | ----------------- | ---------------- | --- |
| B-Boy & Homicide                                            | 1     | 25 gennaio 2004   | Santa Ana        | B-Boy e Homicide sconfissero American Dragon e Super Dragon nella finale del Tango & Cash Invitational Tag Team Tournament diventando i primi campioni.             |
| The X-Foundation Joey Ryan & Scott Lost                     | 1     | 22 febbraio 2004  | Santa Ana        | |
| Chris Bosh & Quicksilver                                    | 1     | 27 marzo 2004     | Santa Ana        | |
| Excalibur & Super Dragon                                    | 1     | 17 aprile 2004    | Santa Ana        | |
| The X-Foundation                                            | 2     | 19 giugno 2004    | Santa Ana        | |
| Arrogance Chris Bosh (2) & Scott Lost (2)                   | 1     | 9 ottobre 2004    | Los Angeles      | Scott Lost sconfisse Joey Ryan in un Ladder Match per il controllo di entrambe le cinture ma, una volta vinto, annunciò Chris Bosh come suo nuovo tag team partner. |
| The Aerial Xpress Quicksilver (2) & Scorpio Sky             | 1     | 9 luglio 2005     | Los Angeles      | |
| Titoli vacanti quando Sky si prese una pausa dal wrestling. |       |                   |                  | |
| El Generico & Human Tornado                                 | 1     | 6 agosto 2005     | Los Angeles      | |
| Davey Richards & Super Dragon (2)                           | 1     | 1º ottobre 2005   | Los Angeles      | Titolo successivamente rinominato PWG World Tag Team Championship.                                                                                                  |
| Chris Bosh (3) & Scott Lost (4)                             | 2     | 20 maggio 2006    | Los Angeles      | |
| B-Boy (2) & Super Dragon (3)                                | 1     | 6 ottobre 2006    | Reseda           | |
| Davey Richards (2) & Roderick Strong                        | 1     | 17 novembre 2006  | Reseda           | |
| B-Boy (3) & Super Dragon (4)                                | 2     | 18 novembre 2006  | Reseda           | |
| El Generico (2) & Quicksilver (3)                           | 1     | 2 dicembre 2006   | Reseda           | |
| Vacante per infortunio di Quicksilver.                      |       |                   |                  | |
| PAC & Roderick Strong (2)                                   | 1     | 20 maggio 2007    | Burbank          | PAC e Strong sconfissero i Briscoe Brothers nella finale del Dynamite Duumvirate Tag Team Title Tournament vincendo i titoli vacanti.                               |
| El Generico (3) & Kevin Steen                               | 1     | 29 luglio 2007    | Burbank          | |
| Davey Richards (3) & Super Dragon (5)                       | 2     | 27 ottobre 2007   | Portsmouth       | |
| Vacanti dopo un match contro Joey Ryan e Scott Lost.        |       |                   |                  | |
| Joey Ryan & Scott Lost (5)                                  | 3     | 27 gennaio 2008   | La Habra Heights | |
| El Generico (4) & Kevin Steen (2)                           | 2     | 21 marzo 2008     | Reseda           | |
| Jack Evans & Roderick Strong (3)                            | 1     | 18 maggio 2008    | Burbank          | |
| The Age of the Fall Jimmy Jacobs & Tyler Black              | 1     | 6 luglio 2008     | Reseda           | |
| The Young Bucks Matt & Nick Jackson                         | 1     | 31 agosto 2008    | Reseda           | |
| El Generico (5) & Paul London                               | 1     | 9 maggio 2010     | Reseda           | |
| The Young Bucks                                             | 2     | 9 aprile 2011     | Reseda           | |
| Kevin Steen (3) & Super Dragon (6)                          | 1     | 10 dicembre 2011  | Reseda           | |
| Titoli vacanti quando Dragon diventa Heel.                  |       |                   |                  | |
| Super Smash Bros Player Uno & Stupefied                     | 1     | 25 maggio 2012    | Reseda           | In un No DQ Match contro gli Young Bucks. |
| The Unbreakable Fucking Machines Brian Cage & Michael Elgin | 1     | 12 gennaio 2013   | Reseda           | Nel primo round del DDT4. |
| The Young Bucks                                             | 3     | 12 gennaio 2013   | Reseda           | Nella finale del DDT4. |
| World's Cutest Tag Team Candice LeRae & Joey Ryan           | 1     | 27 luglio 2014    | Reseda           | In un Guerrilla Warfare Match. |
| Monster Mafia (Ethan Page e Josh Alexander)                 | 1     | 22 maggio 2015    | Reseda           | Nel corso del Dynamite Duumvirate Tag Team Tilte Tournament |
| The Beaver Boys                                             | 1     | 22 maggio 2015    | Reseda           | Nel corso del Dynamite Duumvirate Tag Team Tilte Tournament |
| Andrew Everett e Trevor Lee                                 | 1     | 22 maggio 2015    | Reseda           | Nel corso del Dynamite Duumvirate Tag Team Tilte Tournament |
| The Young Bucks                                             | 4     | 26 giugno 2015    | Reseda           | |
| Lucha Bros (Penta el 0M e Rey Fenix)                        | 1     | 18 marzo 2017     | Reseda           | Era un Triple Threat Tag Team Match che includeva anche Ricochet e Matt Sydal                                                                                       |
| Chosen Bros (Matt Riddle e Jeff Cobb)                       | 1     | 20 Ottobre 2017   | Reseda           | |
| The Rascalz (Dezmond Xavier e Zachary Wentz)                | 1     | 20 aprile 2018    | Reseda           | In un Triple Threat Tag Team Match che includeva anche gli Young Bucks                                                                                              |
| Titoli vacanti quando i Rascalz passano alla WWE.           |       |                   |                  | |
| Malakai Black e Brody King                                  | 1     | 26 settembre 2021 | Los Angeles      | Sconfiggono Black Taurus e Flamita per i titoli vacanti. |